# 高純度romance
『高純度romance』（こうじゅんどロマンス）は、KinKi Kidsの44枚目のシングル。2022年3月16日発売。発売元はジャニーズ・エンタテイメント・レコード。

## 解説
KinKi Kidsのデビュー25周年イヤー第1弾シングル。
初回盤A、初回盤B、通常盤の3種類で発売。初回盤Aにはカップリング曲「Precious Memories」が収録され、DVDまたはBlu-rayには「高純度romance」のミュージックビデオと、メンバー2人のみが出演している別のミュージックビデオ『Only KinKi Kids Ver.』が収録されている。初回盤Bにはカップリング曲「切ないね」が収録され、DVDまたはBlu-rayには今年の1月1日に東京ドームで行われたコンサート『KinKi Kids Concert 2022』で披露された「Anniversary」と、リハーサルのオフショットが収録されている。通常盤にはカップリング曲の「手をつなぐのは久しぶりだね」「My only one」が収録されている。
表題曲「高純度romance」の作詞はデビュー曲「硝子の少年」をはじめ、数々の楽曲を手掛けてきた松本隆が担当し、作曲は「Harmony of December」などを手掛けてきたマシコタツロウが担当、編曲は冨田恵一が担当している。「夢や希望を失いがちな世の中だからこそ、人と人との繋がりを大切に、前を向いて歩いて行こう」という思いが込められたKinKi Kidsならではのハートフルな人生の応援歌になっている。また、本作は「真実の蝶結びだね」という歌詞で終わっているが、2本あるように見えて実は1本である“蝶結び”にはKinKi Kidsが当てはめられており、片一方だけを引っ張ると簡単にほどけるが、2本をバランス良く引っ張り合えば結び目は逆に強くなる＝KinKi Kidsは続くという松本の希望的観測が込められている。

### 特典・仕様
※（CD+Blu-ray）と（CD+DVD）は共通デザイン
先着購入特典
- 初回盤A：クリアファイルA（A4サイズ）
- 初回盤B：クリアファイルB（A4サイズ）
- 通常盤：クリアファイルC（A4サイズ）

仕様
- 初回盤A・初回盤B・通常盤：3面6Pジャケット（デザインは異なる）

## チャート成績
初週16.5万枚を売り上げ、2022年3月28日付「オリコン週間シングルランキング」で初登場1位を獲得し、デビューからのシングル連続1位獲得作品数を44作に自己更新。同時にシングル1位獲得連続年数も26年連続となった。また、CDの売上枚数、デジタルダウンロードのDL数、ストリーミングの再生数を合計した「オリコン合算シングルランキング」でも、通算5作目の1位を獲得した。

## 収録曲

### 初回盤A

#### CD
1. 高純度romance
作詞：松本隆 / 作曲：マシコタツロウ / 編曲：冨田恵一
KinKi Kids出演のエイジングスキンケアブランド DUO（デュオ）の「ザ クレンジングバーム」CMソング[14]。
出版社：ブライト・ノート・ミュージック
2. Precious Memories
作詞・作曲：堂島孝平 / 編曲：363820
出版社：ブライト・ノート・ミュージック
3. 高純度romance -Backing Track-

#### Blu-ray/DVD
12分収録。
- 「高純度romance」Music Video & Only KinKi Kids Ver.

### 初回盤B

#### CD
1. 高純度romance
2. 切ないね
作詞：西野蒟蒻 / 作曲：YCM・大石捷人 / 編曲：石塚知生
出版社：ブライト・ノート・ミュージック

#### Blu-ray/DVD
8分収録。
- Anniversary from KinKi Kids Concert 2022

### 通常盤

#### CD
1. 高純度romance
2. 手をつなぐのは久しぶりだね
作詞：久保田洋司 / 作曲：Fredrik "Figge" Bostrom・Pontus Soderqvist・草川瞬・Lars Safsund / 編曲：Pontus Soderqvist / コーラスアレンジ：竹内浩明
出版社：CATFARM MUSIC 301、CATFARM MUSIC (A) 301&ブライト・ノート・ミュージック（サブ出版社：日音 Synch事業部 & ブライト・ノート・ミュージック ）
3. My only one
作詞：Komei Kobayashi / 作曲：Marcus Lindberg・Albin Nordqvist・坂室賢一 / 編曲：坂室賢一 / コーラスアレンジ：竹内浩明
出版社：REACTIVE SONGS INTERNATIONAL AB & ブライト・ノート・ミュージック（サブ出版社：日音 Synch事業部 & ブライト・ノート・ミュージック）

## 映像作品
- 高純度romance
  - KinKi Kids Concert 2022-2023 24451〜The Story of Us〜